# 42ª edizione Hon'inbō femminile
La 42ª edizione dell'Hon'inbō femminile è stata una competizione goistica per professioniste giapponesi; si è disputa dal 10 aprile al 15 novembre 2023, e ha visto Fujisawa Rina difendere il titolo contro la sfidante Ueno Risa 2d, selezionata tramite un torneo a eliminazione diretta. Per Fujisawa si tratta della settima vittoria dell'Hon'inbō femminile, mentre Ueno ha perso la sua prima finale.

## Svolgimento

### Torneo di determinazione della sfidante
La fase preliminare serve a determinare la sfidante della detentrice del titolo, Fujisawa Rina.
|  | Primo turno         | Primo turno |  |  | Secondo turno            | Secondo turno |                   |                      | Quarti di finale | Quarti di finale |  |  | Semifinali | Semifinali |  |  | Finale | Finale |
|  |                     |             |  |  |                          |               |                   |                      |                  |                  |  |  |            |            |  |  |        |        |
|  |                     |             |  |  |                          |               |                   |                      |                  |                  |  |  |            |            |  |  |        |        |
|  |                     |             |  |  | Ueno Asami Meijin f.     | N+R           |                   |                      |                  |                  |  |  |            |            |  |  |        |        |
|  | Kibe Natsuki 3d     | N+R         |  |  | Kibe Natsuki 3d          |               |                   |                      |                  |                  |  |  |            |            |  |  |        |        |
|  | Mishima Hibiki 1d   |             |  |  |                          |               |                   | Ueno Asami Meijin f. |                  |                  |  |  |            |            |  |  |        |        |
|  | Okuda Aya 4d        | N+R         |  |  | Nyu Eiko Saikyo f.       | B+R           |                   |                      |                  |                  |  |  |            |            |  |  |        |        |
|  | Jo Bunen 2d         |             |  |  | Okuda Aya 4d             |               |                   |                      |                  |                  |  |  |            |            |  |  |        |        |
|  |                     |             |  |  | Nyu Eiko Saikyo f.       | B+R           |                   |                      |                  |                  |  |  |            |            |  |  |        |        |
|  |                     |             |  |  |                          |               |                   | Nyu Eiko Saikyo f.   |                  |                  |  |  |            |            |  |  |        |        |
|  |                     |             |  |  | Takao Mari 2d            | N+R           |                   |                      |                  |                  |  |  |            |            |  |  |        |        |
|  |                     |             |  |  | Takayamabe Fumi 1d       |               |                   |                      |                  |                  |  |  |            |            |  |  |        |        |
|  | Koyama Terumi 7d    | N+R         |  |  | Koyama Terumi 7d         | N+R           |                   |                      |                  |                  |  |  |            |            |  |  |        |        |
|  | Kim Hyunjung 4d     |             |  |  |                          |               | Koyama Terumi 7d  |                      |                  |                  |  |  |            |            |  |  |        |        |
|  | Takao Mari 2d       | N+3,5       |  |  | Takao Mari 2d            | B+R           |                   |                      |                  |                  |  |  |            |            |  |  |        |        |
|  | Sakuramoto Ayako 1d |             |  |  | Takao Mari 2d            | N+R           |                   |                      |                  |                  |  |  |            |            |  |  |        |        |
|  |                     |             |  |  | Nakamura Sumire Kisei f. |               |                   |                      |                  |                  |  |  |            |            |  |  |        |        |
|  |                     |             |  |  |                          |               |                   | Takao Mari 2d        |                  |                  |  |  |            |            |  |  |        |        |
|  |                     |             |  |  | Ueno Risa 2d             | N+R           |                   |                      |                  |                  |  |  |            |            |  |  |        |        |
|  |                     |             |  |  | Yoshida Mika 8d          |               |                   |                      |                  |                  |  |  |            |            |  |  |        |        |
|  | Yashiro Kumiko 6d   | N+7,5       |  |  | Yashiro Kumiko 6d        | N+7,5         |                   |                      |                  |                  |  |  |            |            |  |  |        |        |
|  | Tsukuda Akiko 6d    |             |  |  |                          |               | Yashiro Kumiko 6d |                      |                  |                  |  |  |            |            |  |  |        |        |
|  | Moro Arisa 2d       | N+R         |  |  | Hoshiai Shiho 3d         | N+R           |                   |                      |                  |                  |  |  |            |            |  |  |        |        |
|  | Osuka Seira 1d      |             |  |  | Moro Arisa 2d            |               |                   |                      |                  |                  |  |  |            |            |  |  |        |        |
|  |                     |             |  |  | Hoshiai Shiho 3d         | N+R           |                   |                      |                  |                  |  |  |            |            |  |  |        |        |
|  |                     |             |  |  |                          |               | Hoshiai Shiho 3d  |                      |                  |                  |  |  |            |            |  |  |        |        |
|  |                     |             |  |  | Ueno Risa 2d             | N+R           |                   |                      |                  |                  |  |  |            |            |  |  |        |        |
|  |                     |             |  |  | Hane Ayaka 2d            |               |                   |                      |                  |                  |  |  |            |            |  |  |        |        |
|  | Aoki Kikuyo 8d      |             |  |  | Ueno Risa 2d             | N+5,5         |                   |                      |                  |                  |  |  |            |            |  |  |        |        |
|  | Ueno Risa 2d        | N+5,5       |  |  |                          |               | Ueno Risa 2d      | N+R                  |                  |                  |  |  |            |            |  |  |        |        |
|  | Hosaka Mayu 3d      |             |  |  | Kato Chie 2d             |               |                   |                      |                  |                  |  |  |            |            |  |  |        |        |
|  | Tsukada Chiharu 1d  | N+R         |  |  | Tsukada Chiharu 1d       |               |                   |                      |                  |                  |  |  |            |            |  |  |        |        |
|  |                     |             |  |  | Kato Chie 2d             | N+R           |                   |                      |                  |                  |  |  |            |            |  |  |        |        |
|  |                     |             |  |  |                          |               |                   |                      |                  |                  |  |  |            |            |  |  |        |        |

### Finale
La finale è una sfida al meglio delle cinque partite, e si è disputata tra la campionessa in carica Fujisawa Rina Hon'inbō femminile e la sfidante Ueno Risa 2d. Il primo incontro, disputato ad Hanamaki il 12 ottobre e vinto da Ueno, è stata la prima partita giocata dalle due goiste dopo la loro vittoria della medaglia di bronzo nella competizione a squadre dei XIX Giochi asiatici.
| Goista                           | 1 12 ottobre 2023 Hanamaki, Iwate | 2 16 ottobre 2023 Yurihama, Tottori | 3 21 ottobre 2023 Sakaide, Kagawa | 4 7 novembre 2023 Chiyoda, Tokyo | 5 15 novembre 2023 Chiyoda, Tokyo | T |
| -------------------------------- | --------------------------------- | ----------------------------------- | --------------------------------- | -------------------------------- | --------------------------------- | - |
| Fujisawa Rina Hon'inbō femminile |                                   | N+R                                 |                                   | N+R                              | N+R                               | 3 |
| Ueno Risa 2d                     | N+R                               |                                     | N+R                               |                                  |                                   | 2 |

Con questa vittoria Fujisawa ha difeso per la terza volta il titolo, ottenendo la settima vittoria in dieci finali; dopo aver perso per 2-3 contro Xie Yimin le finali del 2015 e 2017, Fujisawa ha ottenuto contro Ueno Risa la seconda vittoria per 3-2 in una finale dell'Hon'inbō femminile, dopo quella del 2020 contro la sorella maggiore Ueno Asami.